# 樊國
樊國，是西周春秋時代諸侯國之一，初封於陝西省西安市長安区東南。後遷於今河南省濟源市。

## 起源
據《元和姓纂》和《通志．氏族略》等記載，西周時周宣王封周太王子虞仲後裔仲山甫於樊（今陝西省西安市長安区東南），為樊姓始祖，又稱「樊仲山甫」、「樊仲山」、「樊穆仲」。春秋時遷往陽邑（今河南省濟源市），又稱「陽樊」。

## 滅亡
周襄王十七年（前635年），周襄王將陽樊之地賜給晉國，遂為晉國所有。

## 君主列表
周宣王賜封樊穆仲於樊，是為樊國

1.樊穆仲 ？～？

中間世系不詳

?.樊仲皮 ？～前635年

前665年，樊仲皮叛周惠王。 前664年春，周惠王派虢公討伐樊仲皮。四月十四，虢公攻入樊國，捕拿樊仲皮，帶回京師